# Kaylana Lake
Der Kaylana Lake (auch Kayalana Lake, Hindi कायलाना झील Kāyalāna Jhīl) ist ein ca. 8 km² großer und maximal 10 m tiefer See westlich der Stadt Jodhpur in Rajasthan, Indien.

## Lage
Der Kaylana-See liegt in einer ca. 4,5 km langen und maximal 2 km (meist jedoch nur 100 bis 150 m) breiten Talsenke am Rand der Wüste Thar ca. 4 km westlich des Meherangarh-Forts in einer Höhe von ca. 276 m ü. d. M.

## Geschichte
Der See wurde im Jahr 1872 auf Betreiben des damaligen Maharajas Pratap Singh II. angelegt. Dazu wurde das ehemals als Jagdrevier dienende Tal mit einer Staumauer abgesperrt; dabei versanken ältere Bauten und Paläste aus der Zeit des 16. und 17. Jahrhunderts.

## Nutzung
Der sich nur in der Monsunzeit mit Regenwasser füllende See wurde zur Sicherstellung der Wasserversorgung der Stadt Jodhpur angelegt. Heute dient er hauptsächlich als Ausflugsort für die Einwohner der Stadt; an seinem Ufer findet sich ein Restaurant und ein Bootsverleih.